# Лупбург
Лупбург (нім. Lupburg) — громада в Німеччині, розташована в землі Баварія. Підпорядковується адміністративному округу Верхній Пфальц. Входить до складу району Ноймаркт. 
Площа — 30,68 км2. Населення становить 2481 ос. (станом на 31 грудня 2020).